# Christian McFarlane
Christian Hector McFarlane (Basildon, Essex, Inglaterra; 25 de enero de 2007) es un futbolista británico-estadounidense que juega como lateral izquierdo en el Manchester City de la Premier League. Es internacional con la selección de fútbol de Inglaterra desde el 23 de noviembre de 2022. Anteriormente fue internacional con la selección de fútbol de Estados Unidos desde el 31 de mayo de 2023 hasta el 1 de junio de 2023.

## Trayectoria

### New York City
Producto juvenil de la JIGS Soccer Academy, McFarlane pasó a la cantera del New York City FC en 2018 y fue ascendiendo en sus categorías inferiores. El 16 de septiembre de 2021, con 14 años y siete meses, firmó su primer contrato profesional con el New York City FC. Con ello se convirtió en el tercer jugador más joven en firmar un contrato de la Major League Soccer. Fue ascendido al New York City FC II, con el que debutó como titular y profesional como suplente en el descanso en una victoria por 2-1 contra el Inter Miami CF II el 29 de mayo de 2022.

### Manchester City
El 27 de enero de 2025, McFarlane fue vendido por el New York City al Manchester City, otro club del City Football Group.

## Selección nacional
McFarlane nació en Inglaterra y se trasladó a Estados Unidos a la edad de tres años. Es de ascendencia jamaicana. Fue convocado a una concentración con la selección sub-16 de Estados Unidos en agosto de 2022. Representó a Inglaterra sub-16 en una serie de amistosos en noviembre de 2022. Fue convocado a una concentración con la selección sub-17 de Estados Unidos en enero de 2023 como preparación para el Campeonato Sub-17 de la CONCACAF de 2023. Fue convocado con la selección sub-16 de Estados Unidos para la Copa Internacional Dream Sub-16 de 2023.
El 6 de septiembre de 2023, McFarlane debutó con la selección inglesa sub-17 en la derrota por 3-2 ante Portugal en Pinatar Arena El 20 de mayo de 2024, McFarlane fue incluido en la convocatoria de Inglaterra para el Campeonato Europeo Sub-17 de la UEFA 2024. Fue titular en tres de los cuatro partidos del torneo, incluida la eliminación en cuartos de final ante Italia.
El 4 de septiembre de 2024, McFarlane debutó con la selección inglesa sub-18 durante el empate 2-2 contra Portugal en el Lafarge Foot Avenir.
McFarlane estudió en la Buckley Country Day School de Roslyn, Nueva York.